# Cónclave de 1572
El cónclave papal de 1572 (12-13 de mayo), convocado después de la muerte del papa Pío V, eligió al cardenal Ugo Boncompagni, que tomó el nombre de Gregorio XIII.

## Participantes
El papa Pío V falleció el 1 de mayo de 1572 a la edad de 68 años. Hasta la fecha, es el único papa canonizado entre Celestino V (1294) y Pío X (1903-1914). Cincuenta y tres de los sesenta y seis cardenales participaron en la elección de su sucesor.
Veintiséis electores fueron creados por Pío IV, catorce por Pío V, ocho por Pablo III, cuatro por Julio III y uno por el Pablo IV.

## Ausentes
Trece cardenales estuvieron ausentes.
Cuatro fueron creados por Pablo III, otros cuatro por Pío V, tres por Pío IV y dos por Julio III.

## Divisiones entre los cardenales
El Colegio Cardenalicio estaba dividido en varias facciones. La mayoría de las criaturas de Pío IV seguían el liderazgo de sus sobrinos Carlos Borromeo y Marcus Sitticus von Hohenems. Michele Bonelli, sobrino nieto de Pío V, era un líder de los cardenales nombrados por este pontífice. Alessandro Farnese seguía siendo muy influyente y contaba con adeptos no solo entre las criaturas de su abuelo Pablo III. 
Los intereses del Gran Ducado de Toscana estaban bajo la tutela del cardenal Alessandro de' Medici, hijo del Gran Duque Cosme I de Médici, mientras que los de Felipe II de España estaban representados por Pacheco y Granvela. El cardenal Rambouillet fue el principal representante de Carlos IX de Francia en el cónclave.

## Candidatos al papado
Los cardenales Farnesio, Savelli, Correggio, Ricci y Boncompagni fueron considerados los principales papables. Farnesio fue el más activo en la promoción de su propia candidatura, pero también se enfrentó a la mayor oposición. Su principal oponente fue el cardenal Médici debido a la rivalidad entre la Casa de Médici (Gran Ducado de Toscana) y la Casa de Farnesio (Ducado de Parma) en el norte de Italia. 
Asimismo, el rey Felipe II de España se opuso a la candidatura de Farnesio por considerar que su ascenso era peligroso para el equilibrio de poder en Italia. El mundano Farnesio también era inaceptable para el austero Carlos Borromeo. Se esperaba que el cónclave durara mucho tiempo, posiblemente incluso varios meses.

## El cónclave
Cincuenta y dos cardenales entraron en el cónclave el 12 de mayo. Ese mismo día por la tarde, se les unió uno más, Granvelle, virrey de Nápoles y representante oficial de Felipe II de España. El primer paso dado por Granvelle fue informar a Alessandro Farnese que el rey de España no aceptaría su elección y pedirle que retirara su candidatura para mantener la paz en Italia. Sorprendido, Farnese comprendió que con una oposición tan fuerte, nunca obtendría la mayoría requerida, pero, admitiendo su derrota, deseó poder usar su influencia de manera efectiva en la elección del nuevo pontífice.
Casi todo el día siguiente, los líderes de las principales facciones: Farnese, Bonelli, Granvelle y Borromeo, buscaron un candidato de compromiso y finalmente acordaron elegir a Ugo Boncompagni, de 70 años. El primer escrutinio tuvo lugar el 13 de mayo a las seis de la tarde. Al final de la fase de accessus, Hugo Boncompagni fue elegido papa, recibiendo todos los votos excepto el suyo, que otorgó a Granvela. Aceptó su elección y adoptó el nombre de Gregorio XIII, en honor al papa Gregorio I.
El pueblo de Roma se sorprendió por una elección tan rápida, pero recibió con agrado al nuevo papa porque no era ni religioso ni un austero "teatino", como la mayoría temía. El 25 de mayo, Gregorio XIII fue coronado solemnemente por el cardenal protodiácono Innocenzo del Monte.